# Teorema de Frisch-Waugh-Lovell

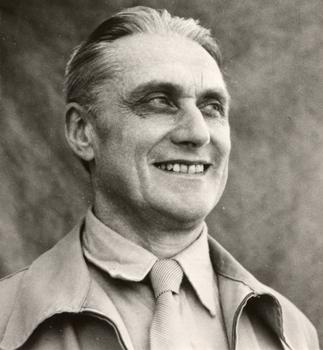
Ragnar Frisch

Em Econometria, o teorema Frisch–Waugh–Lovell (FWL) recebeu este nome em homenagem aos econometristas Ragnar Frisch, Frederick V. Waugh e Michael C. Lovell. Ele dá uma alternativa para estimação de coeficientes econométricos.
Para entender este teorema, tome um modelo econométrico de mínimos quadrados ordinários (OLS, na conhecida sigla em inglês) do vetor y em relação a dois conjuntos de variáveis, {\displaystyle X} e {\displaystyle Z}. O número de observações de cada uma das variáveis é "n":
{\displaystyle Y={\color {Blue}X}\alpha +{\color {Red}Z}\beta +u\!},
ou, expandindo as matrizes,
{\displaystyle {\begin{bmatrix}y_{1}\\y_{2}\\\vdots \\y_{n}\end{bmatrix}}=} {\displaystyle {\begin{matrix}\underbrace {\color {Blue}{\begin{bmatrix}x_{11}&x_{12}&\cdots &x_{1k}\\x_{21}&x_{22}&\cdots &x_{2k}\\\vdots \\x_{n1}&x_{n2}&\cdots &n_{1k}\end{bmatrix}}} \\{\mbox{matriz n x k}}\end{matrix}}} {\displaystyle \cdot {\begin{matrix}\underbrace {\begin{bmatrix}\alpha _{1}\\\alpha _{2}\\\vdots \\\alpha _{k}\end{bmatrix}} \\{\mbox{matriz k x 1}}\end{matrix}}+} {\displaystyle {\begin{matrix}\underbrace {\color {Red}{\begin{bmatrix}z_{11}&z_{12}&\cdots &z_{1m}\\z_{21}&z_{22}&\cdots &z_{2m}\\\vdots \\z_{n1}&z_{n2}&\cdots &n_{1m}\end{bmatrix}}} \\{\mbox{matriz n x m}}\end{matrix}}} {\displaystyle \cdot {\begin{matrix}\underbrace {\begin{bmatrix}\beta _{1}\\\beta _{2}\\\vdots \\\beta _{m}\end{bmatrix}} \\{\mbox{matriz m x 1}}\end{matrix}}+} {\displaystyle {\begin{bmatrix}u_{1}\\u_{2}\\\vdots \\u_{n}\end{bmatrix}}}
O que o teorema afirma é que a estimação de sub-vetor {\displaystyle \beta } será a mesma daquela obtida pela regressão modificada dada por:
{\displaystyle {\color {PineGreen}M_{X}}Y={\color {PineGreen}M_{X}}{\color {Red}Z}\beta +{\color {PineGreen}M_{X}}u\!,},
onde {\displaystyle {\color {PineGreen}M_{X}}=I-{\color {Blue}X}(X'{\color {Blue}X})^{-1}X'.\!}
Este resultado implica que todas as regressões secundárias são desnecessárias: usando matrizes de projeção (como {\displaystyle {\color {PineGreen}M_{X}}}) para tornar todas as variáveis ortogonais entre si resultará nos mesmos resultados que rodar a regressão com todos os não-ortogonais incluídos.